# Joséphine Boulay
Joséphine Boulay (francès: Joséphine Pauline Boulay)  (París, 22 de maig de 1869 - París, 5 d'agost de 1925) nom artístic de Joséphine Pauline Boulay, fou una organista, compositora i pedagoga francesa.

## Biografia
Nascuda a París, filla de Charles-Alfred Boylay i de Louise Joséphine Chambon. Joséphine es va quedar cega als tres anys. Va estudiar amb les Germanes Cegues de Saint-Paul i després a la Institució Nacional per a Joves Cecs (INJA). Mostrant notables aptituds per a la música, va assistir al Conservatori de París i va ser admesa el 1887 a la classe d'orgue de César Franck, sent un dels tres cecs alumnes de Franck: Albert Mahaut, Adolphe Marty i ella. El 1888, es va convertir en la primera dona a guanyar un primer premi d'orgue en aquest Conservatori.
Nomenada professora de l'INJA, es va fer càrrec de les classes d'orgue i de composició de la institució, però alhora va continuar el seu aprenentatge musical al Conservatori de París. Va guanyar així un accèssit d'harmonia a la classe de Charles Lenepveu el 1890, un accèssit de contrapunt i fuga el 1895 a la classe de Jules Massenet, i finalment un primer premi el 1897 a la classe de composició de Gabriel Fauré.
Condecorada amb l'Orde de les Palmes Acadèmiques l'any 1899, va ensenyar durant trenta-set anys orgue, composició, harmonia i piano per a joves cecs, amb amabilitat però exigència, i amb una pauta educativa formulada com a màxima, segons J. Tuffreau: “Gaudeix de la feina, amb ella, aconseguim oblidar moltes penes. Amb el treball triomfem".

## Obres
Entre les seves composicions hi figuren:
- Cançó de pau, per a cor per a 3 veus femenines amb acompanyament de piano, ed. Heugel
- Andante, per a orgue, ed. Durand
- Preludi, per a orgue, ed. Durand
- Fuga, per a orgue, ed. Durand
- 6 Motets a la Santíssima Verge i al Santíssim Sagrament, per a veu i orgue o harmònium, ed. Enoc
- Suite per a violí i piano, ed. Enoc